# Chen Zizheng
Chen Zizheng 陳子正 (cinese) (Xiongxian, 1878 – Xiongxian, 1933) è stato un insegnante cinese.
Chen Zizheng è un importante maestro dello stile di arti marziali cinesi Yingzhaoquan. Soprannominato Yingzhaowang (鹰爪王, re dell'artiglio di aquila), anche chiamato Jidan (纪单).

## La vita
È nato nel 1878 nel villaggio Lilinzhuang del distretto di Xiongxian nella provincia di Hebei.
Fu preso come discepolo da suo zio Liu Chengyou (刘成友) da cui apprese Shaolinquan, Fanziquan, Yingzhao qinna e Yingzhaoquan.
Nel 1900 partecipò alla Rivolta dei Boxer alla testa di un gruppo del proprio villaggio. Più tardi sconfisse da solo 5 briganti che attaccarono il suo villaggio.
Venne invitato ad insegnare alla Shanghai Jingwu Tiyu Hui (上海精武体育会) dove fu conosciuto come uno dei “4 famosissimi insegnanti di pugilato” (四大名拳师, Si da ming quanshi) assieme a Zhao Lianhe (赵连和, Shaolinquan), Luo Guangyu (罗光玉, Tanglangquan) e Wu Jianquan (吴鉴泉, Taijiquan).
Si confrontò anche con pugili stranieri e nel 1919 ebbe la meglio su un americano, nel 1922 su un inglese.
Egli codificò due nuovi Taolu: Wushi lu yingzhao lian quan (五十路鹰爪连拳) e Shi lu xingquan (十路行拳).
Nel 1924 Chen si trasferì ad Hong Kong dove contribuì ad aprire una filiale della Jingwu Tiyu Hui, diretta poi dal suo discepolo Liu Fameng (刘法孟, più conosciuto nella pronuncia cantonese di Lau Fat Mang).
Nel 1929 tornerà al proprio villaggio nel nord della Cina.
Chen Zizheng morirà nel 1933 per un cancro allo stomaco.